# Zoltán Adamik
Zoltán Adamik   (Szolnok, 20 d'octubre de 1928 - Budapest, 7 de desembre de 1992) fou un atleta hongarès, especialista en els 400 metres, que va competir durant la dècada de 1950.
El 1952 va prendre part en els Jocs Olímpics de Hèlsinki, on disputà dues proves del programa d'atletisme. En ambdues quedà eliminat en sèries.
En el seu palmarès destaca una medalla de bronze en els 400 metres al Campionat d'Europa d'atletisme de 1954, rere Ardalion Ignatyev i Voitto Hellsten. També guanyà dues medalles en els 400 metres al Festival Mundial de la Joventut i els Estudiants: d'or el 1951 i de bronze el 1955. Durant la seva carrera esportiva va guanyar onze campionats hongaresos: un dels 200 metres (1951), quatre dels 400 metres (1952, 1954, 1955 i 1956), tres del 4x100 metres (1951, 1955 i 1957), un del 4x200 metres (1957) i dos del 4x400 metres (1951 i 1955). Va millorar en quatre ocasions el rècord nacional dels 400 metres i en sis el relleu de 4x400 metres.

## Millors marques
- 400 metres. 46.9" (1956)[7]